# Phan Văn Ái
Phan Văn Ái (潘文璦, 1850-1898) còn có tên là Phan Văn Tâm (潘文心), hiệu Đồng Giang, Chuyết Phu; là quan nhà Nguyễn và là nhà thơ ở cuối thế kỷ 19 trong lịch sử văn học Việt Nam.

## Tiểu sử
Phan Văn Ái sinh tại làng Đồng Tỉnh, huyện Văn Giang, tỉnh Hưng Yên.
Năm Bính Tý (1876), ông đỗ cử nhân, năm 1880 đỗ phó bảng, được bổ làm Tri huyện Quảng Điền, Tri phủ Lý Nhân, Án sát Sơn Tây.
Có một thời gian ông làm Tham biện Nha kinh lược Bắc Kỳ coi việc biên tập tờ Đại Nam đồng văn nhật báo (sau đổi là Đăng cổ tùng báo).
Sau ông cáo quan về quê ở ẩn, rồi mất năm Mậu Tuất (1898), hưởng dương 48 tuổi.

## Tác phẩm
Tác phẩm của Phan Văn Ái gồm thơ chữ Hán và thơ chữ Nôm và một số bài ký và tản văn được xếp thành các tập sau:
- Đồng Giang Phan tiên sinh tập (ký hiệu A.826) [1]
- Đồng Giang Phó bảng Phan công Văn Ái thi tập (Ký hiệu VH.48)
- Phượng Minh toàn tập (ký hiệu AB 148)

## Nhận xét
Như số đông nhà Nho đương thời, Phan Văn Ái yêu nước nhưng không tham gia các phong trào kháng Pháp, mà chỉ bộc lộ ở những vần thơ. Khi thì ông tỏ lòng kính phục (Vịnh ba liệt sĩ), khi thì tỏ thái độ cứng cỏi và khinh ngạo những kẻ leo cao nhờ phục vụ đắc lực cho thực dân (Họa bài Ông phỗng đá của Nguyễn Khuyến).
Ông cũng rất yêu mến cảnh thiên nhiên đất nước (Tuyên hành bát hiểm) và nơi thờ phụng tôn nghiêm của các vị anh hùng (Trấn Vũ miếu). 
Ngoài ra, ông còn là một dịch giả tài hoa. Ông đã tự dịch thơ mình và dịch Tỳ bà hành của Bạch Cư Dị.

## Thơ Phan Văn Ái
Vịnh ba liệt sĩ
Núi Thái lông hồng đọ với nhau,
Nước đau nào quản đến thân đau.
Một nền chính khí trơ mưa gió,
Ba khối hùng tâm trọi bể dâu.
Nợ với giang san đành phải trả,
Người mà xà hủy kể nào đâu.
Lòng trung chỉ có lòng trung biết,
Đỗ Phủ ngày xưa khóc Vũ hầu.

## Sách tham khảo
- Trần Thị Băng Thanh, mục từ Phan Văn Ái trong Từ điển văn học (bộ mới). Nhà xuất bản Thế giới, 2004.
- Nguyễn Q. Thắng-Nguyễn Bá Thế, Từ điển nhân vật lịch sử Việt Nam. Nhà xuất bản Khoa học Xã hội, Hà Nội, 1992.
- Nhiều người soạn, Hợp tuyển Thơ văn Việt Nam (1858-1920). Nhà xuất bản Văn Học, 1984.